# Argyrogena fasciolata
Argyrogena fasciolata is een slang uit de familie toornslangachtigen (Colubridae).

## Naam en indeling
De wetenschappelijke naam van de soort werd voor het eerst voorgesteld door George Shaw in 1802. Oorspronkelijk werd de wetenschappelijke naam Coluber fasciolatus gebruikt.
De soort was lange tijd de enige uit het indertijd monotypische geslacht Argyrogena. De slang behoorde eerder tot andere geslachten, zoals Zamenis en Tyria.

## Verspreidingsgebied
Argyrogena fasciolata komt voor in delen van Azië en leeft in de landen Bangladesh, India, Nepal, Pakistan en Sri Lanka. Mogelijk komt de soort ook voor in Bhutan. In Nepal is de soort zeer zeldzaam. De vrouwtjes zetten eieren af, er is verder weinig bekend over de biologie en de levenswijze van de slang.